# Jarosław Niezgoda
Jarosław Niezgoda, né le 15 mars 1995 à Poniatowa en Pologne, est un footballeur polonais qui joue au poste d'avant-centre.

## Biographie

### Carrière en club

#### Débuts en professionnel
Né à Poniatowa en Pologne, Niezgoda est formé au sein du club du Wisła Puławy (en), avec lequel il débute chez les professionnels. Ses bonnes performances avec ce modeste club attirent l’œil de l'un des plus grands clubs de Pologne, le Legia Varsovie. Il est transféré au Legia le 8 janvier 2016, mais doit patienter avant de faire ses débuts. C'est le 20 août 2016, lors d'un match d'Ekstraklasa face à l'Arka Gdynia, qu'il dispute son premier match. Il est titularisé aux côtés d'Aleksandar Prijović en attaque avant d'être remplacé à la 75e minute de jeu par Sebastian Szymański. Le Legia s'incline finalement 1-3.

#### Ruch Chorzów
Après un seul match joué avec le Legia Varsovie, il est prêté lors de la saison 2016-2017 au Ruch Chorzów. Il fait ses débuts avec son nouveau club lors d'une défaite 2-1 de son équipe le 24 septembre 2016 face au Lechia Gdańsk. Il marque son premier but six jours plus tard, lors de sa première titularisation, face au Zagłębie Lubin (défaite 1-2). Il réalise une saison intéressante en inscrivant 10 buts et délivrant quatre passes décisives.

#### Retour au Legia Varsovie
Après une saison au Ruch Chorzów, il est de retour au Legia Varsovie. Le 20 août 2017, un an jour pour jour après son premier match avec le Legia, il marque son premier but, et donne la victoire à son équipe face au Wisła Płock (0-1).

#### Un nouvel horizon en MLS
Le 30 janvier 2020, il rejoint les Timbers de Portland pour un montant de 3.8 millions de dollars.
Le 12 octobre 2020, Niezgoda réalise son premier doublé pour Portland, lors d'une rencontre de MLS face aux Earthquakes de San José. Il contribue ainsi à la victoire de son équipe par trois buts à zéro. Il réalise un nouveau doublé le 29 octobre suivant, toujours en MLS, contre le Galaxy de Los Angeles. Titulaire, il contribue à la victoire de son équipe par cinq buts à deux

### En sélection
Le 23 mars 2017, Niezgoda reçoit sa première sélection avec l'équipe de Pologne espoirs face à l'Italie (défaite 1-2). Quatre jours plus tard, il marque son premier but face à la Tchéquie, mais les Polonais sont à nouveau défaits (1-2).

## Palmarès

### En club
- Legia Varsovie
  - Champion de Pologne en 2017 et 2018
  - Vainqueur de la Coupe de Pologne en 2018